# Kräftans vändkrets (roman)
Kräftans vändkrets (originaltitel: Tropic of Cancer) är en banbrytande frispråkig erotiskt roman av Henry Miller. Den publicerades första gången 1934 av Obelisk Press i Paris, Frankrike, men den utgåvan förbjöds i USA. 1961 publicerades den i USA av Grove Press, men det ledde till rättegångar för dess obscena innehåll, rättegångar som blev ett test för de amerikanska pornografilagarna. 1964 kom dock ett utslag från Högsta Domstolen i USA om att boken skulle tillåtas. 

## Bokens tillkomst
Miller skrev boken mellan 1930 och 1934 under sitt "nomadiska liv" i Paris.  Miller gav följande förklaring till titeln, Tropic of Cancer:  "It was because to me cancer symbolizes the disease of civilization, the endpoint of the wrong path, the necessity to change course radically, to start completely over from scratch.” Anaïs Nin hjälpte till att redigera boken och 1934 publicerades den på förlaget Obelisk Press med finansiell hjälp av Nin, som i sin tur lånat pengarna av Otto Rank.

## Filmatisering
Romanen filmatiserades 1970. Filmen fick samma namn som boken och regissör var Joseph Strick. Huvudrollerna spelas av Rip Torn, James T. Callahan och Ellen Burstyn.